# Volker Lipp
Volker Lipp (* 9. August 1962 in Göppingen) ist ein deutscher Jurist, Hochschullehrer und ehemaliges Mitglied des Deutschen Ethikrats.

## Leben
Lipp studierte von 1982 bis 1988 Rechtswissenschaften in Mannheim, Heidelberg und Göttingen und schloss das Studium mit dem ersten juristischen Staatsexamen ab. 1991 folgte das zweite juristische Staatsexamen, bevor er von 1991 bis 1999 als wissenschaftlicher Mitarbeiter von Hans-Martin Pawlowski an der Universität Mannheim tätig war.
1994 erfolgte die Promotion mit der Schrift „Das private Wissen des Richters. Zur Unparteilichkeit des Richters im Prozeß“ an der Universität Mannheim. Im Jahr 1999 wurde Lipp aufgrund der Schrift „Freiheit und Fürsorge: Der Mensch als Rechtsperson - Zu Funktion und Stellung der rechtlichen Betreuung im Privatrecht“ habilitiert und zugleich die Lehrbefugnis für die Fächer Bürgerliches Recht, Zivilprozessrecht, Internationales Privatrecht und Rechtsvergleichung verliehen.
Nach einer Lehrstuhlvertretung in München folgte er einem Ruf an die Georg-August-Universität Göttingen auf einen Lehrstuhl für Bürgerliches Recht, Zivilprozessrecht, Medizinrecht und Rechtsvergleichung. Einen Ruf an die Universität Regensburg (2011) lehnte er ab.
Von 2005 bis 2007 war Lipp Dekan der Juristischen Fakultät und ist seit 2006 Mitglied des Göttinger Zentrums für Medizinrecht. Seit 2010 ist er Mitglied der Zentralen Ethikkommission bei der Bundesärztekammer.
Im Jahr 2016 wurde er durch den Präsidenten des Deutschen Bundestages, Norbert Lammert, in den Deutschen Ethikrat berufen, dem er bis April 2024 angehörte. Ab 2018 war er dessen stellvertretender Vorsitzender.
Die Eötvös-Loránd-Universität Budapest verlieh Lipp im Jahr 2016 die Ehrendoktorwürde.

## Mitgliedschaften und Funktionen
- Mitglied (seit 2016) und ab 2018 stellvertretender Vorsitzender des Deutschen Ethikrates
- Betreuungsgerichtstag e.V., von 2002 bis 2010 Vorsitzender, seit 2010 stellvertretender Vorsitzender
- Mitglied des Wissenschaftlichen Beirats des Bundesverbands der Deutschen Standesbeamtinnen und Standesbeamten
- Mitglied und ab 2008 Präsident der Deutschen Sektion der Internationalen Kommission für das Zivilstandswesen (CIEC) (2007–2015)
- Mitglied im Ausschuss für ethische und medizinisch-juristische Grundsatzfragen des Vorstands der Bundesärztekammer (seit 2007)
- Mitglied der Zentralen Ethikkommission bei der Bundesärztekammer (seit 2010)
- Vertrauensdozent der Friedrich-Ebert-Stiftung (2010–2016)
- Mitglied der Unterhaltskommission des Deutschen Familiengerichtstags (seit 2014)
- Mitglied der Ethikkommission der Universitätsmedizin Göttingen (seit 2015)
- Präsident des 4. Weltkongresses Betreuungsrecht, Erkner/Berlin 2016

## Veröffentlichungen (Auswahl)

### Monographien
- Das private Wissen des Richters. Zur Unparteilichkeit des Richters im Prozeß, Mannheimer rechtswissenschaftliche Abhandlungen Band 18, Heidelberg 1995 (zugl. Dissertation)
- Freiheit und Fürsorge: Der Mensch als Rechtsperson - Zu Funktion und Stellung der rechtlichen Betreuung im Privatrecht, Ius Privatum Band 42, J.C.B. Mohr/Paul Siebeck, Tübingen 2000 (zugl. Habilitationsschrift)
- Arztrecht, 7. Auflage, 2015 (gemeinsame Fortführung des von Adolf Laufs begründeten Werks mit Christian Katzenmeier)

### Herausgeberschaften
- Medizinrecht (MedR), Zeitschrift (Mitherausgeber)
- Betreuungsrechtliche Praxis (BtPrax), Zeitschrift (Mitglied des Herausgeberbeirats)
- Zwangsbehandlung bei Selbstgefährdung, 14. Göttinger Workshop zum Familienrecht 2015 (gemeinsam mit Dagmar Coester-Waltjen, Eva Schumann und Barbara Veit)
- Reform of Civil Procedure in Germany and Norway, 2011 (gemeinsam mit Halvard Haukeland Fredriksen)
- Heterologe Insemination. Aktuelle Lage und Reformbedarf aus interdisziplinärer Perspektive, 2010 (gemeinsam mit Gunnar Duttge, Wolfgang Engel und Barbara Zoll)